# SERT-II

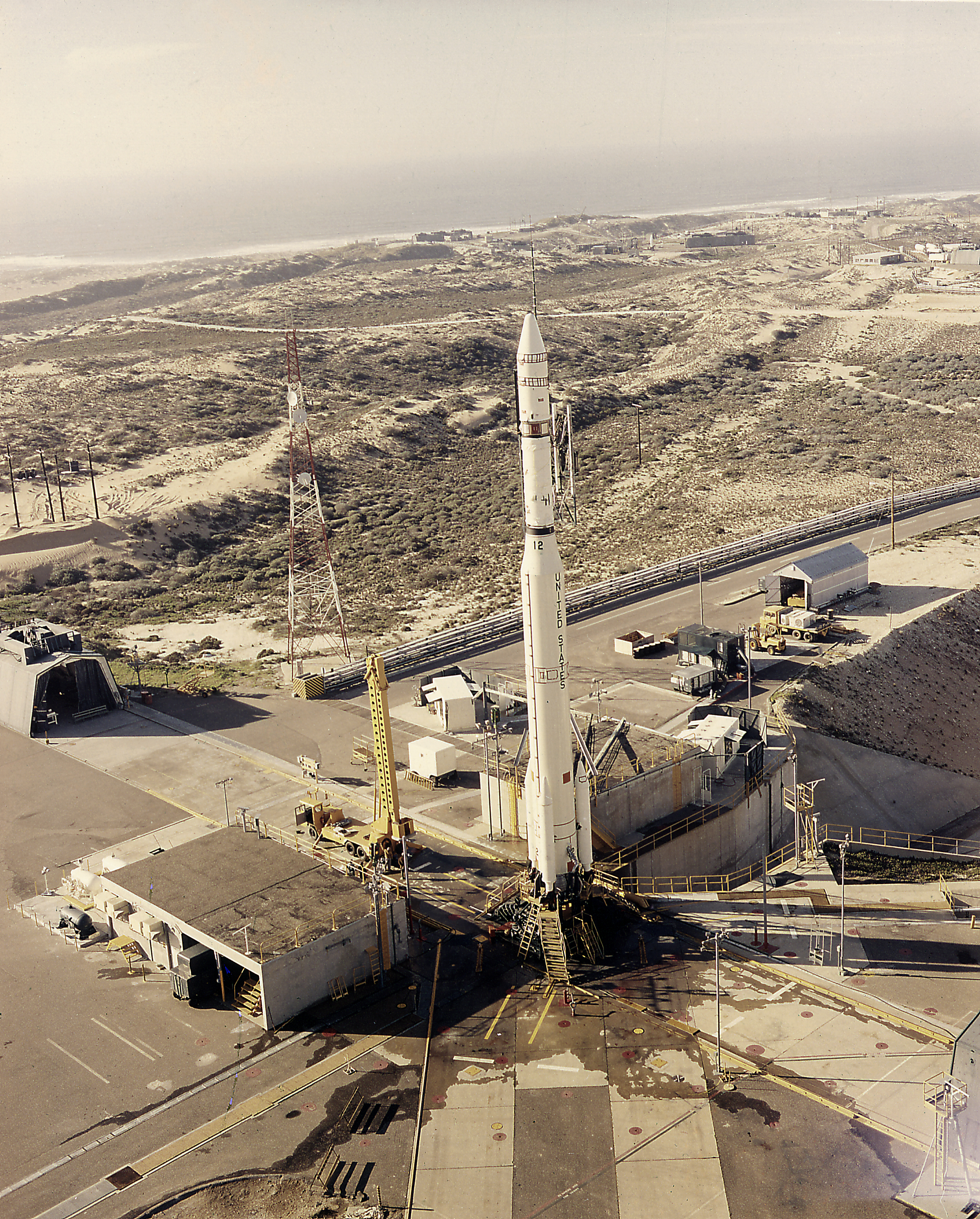
SERT-II sur son lanceur.

SERT II (acronyme de Space Electric Rocket Test) est satellite expérimental de la NASA lancé en 1970 dont l'objectif était de tester sur de longues durées l'utilisation d'un moteur ionique à grilles  développé par le centre de recherche Lewis de la NASA (aujourd'hui Centre de recherche Glenn). Les deux moteurs, utilisant comme ergol du mercure, ont fonctionné durant respectivement 3781 et 2011 heures. La mission s'est achevée en 1981. 

## Contexte
En 1958 le NACA, peu avant qu'il ne devienne la NASA, l'agence spatiale civile américaine, crée un programme de recherche sur la propulsion ionique. Celui-ci est confié à son centre de recherche Lewis (aujourd'hui Centre de recherche Glenn) situé à la périphérie de Cleveland dans l'Ohio. Les recherches sur ce thème sont par la suite également menées dans d'autres centres de la NASA (JPL, Marshall) mais en 1962 Lewis est désigné comme centre de recherche principal (40 ans après le centre a conservé ce rôle). En 1964 le centre effectue un premier test dans l'espace d'un propulseur ionique développé par elle qui est baptisé SERT-I. Le vol est bref mais il permet de prouver qu'un moteur ionique peut fonctionner dans l'espace en produisant une poussée.  
Le projet SERT II qui prend la suite de ce premier test est initié en 1966. Son objectif principal est de démontrer qu'un moteur ionique peut fonctionner dans l'espace sur de longues durées (6 mois). Le projet est entièrement développé au sein du centre de recherche Lewis sur une période de 3 ans et demi. Il occupe plus de 100 personnes au pic de l'activité en 1969. Le coût total du projet, lanceur inclus, est de 30 millions US$.

## Caractéristiques techniques
Le satellite SERT-II est solidaire d'un étage supérieur de fusée Agena. À l'arrière de l'étage (du côté du propulseur principal de l'étage) sont fixés de part et d'autre du corps deux ensembles de panneaux solaires chacun long de 6 mètres et large de 1,5 mètre tandis qu'à l'autre extrémité se trouve le satellite proprement dit constitué des systèmes de support (contrôle d'attitude, système de télécommunications, ...) et à l'extrémité du système d'alimentation électrique et des deux moteurs ioniques. L'ensemble a un diamètre de 1,53 mètre, était long de 7,9 mètres et a  une masse de 1435 kg une fois en orbite et le réservoir d'ergols de l'étage vidé. Les ailes solaires sont constituées de 90 panneaux solaires constitués de 33000 cellules solaires  au silicium. Ils ont été testés avec succès auparavant sur des satellites militaires. 76 panneaux solaires fournissaient l'énergie électrique aux deux moteurs ioniques avec une puissance de 1195 watts en début de mission sous une tension de 55 volts et un ampérage de 21,6 ampères. Les 14 panneaux solaires restants alimentaient les équipements de support et fournissaient 230 watts avec une tension de 30 volts. Le satellite est stabilisé 3 axes par gradient de gravité (tangage, roulis) et par deux actionneurs gyroscopiques (lacet). Le satellite dispose d'un système de contrôle d'attitude de secours composé de 6 propulseurs à gaz froid expulsant du fréon stocké dans un réservoir contenant 27 kg. Le satellite dispose pour effectuer les tests de deux moteurs ioniques de 1 kW de puissance avec une grille de 15 cm de diamètre à bombardement d'électrons et utilisant comme ergol du mercure. L'impulsion spécifique est de 4200 secondes et la poussée est de 28 millinewtons. Chaque moteur est monté sur un système de cardans qui permet de diriger la poussée dans une direction s'écartant au maximum de 10° de l'axe du satellite. La masse d'un moteur avec l'ensemble de ses équipements est de 30 kg, dont 3 kg pour le moteur proprement dit, 14 kg de mercure et 7,7 kg pour le système d'orientation du moteur.

## Lancement et résultats
SERT-II est placé sur une orbite polaire (inclinaison orbitale de 99°30 et altitude de 1040 km) le 4 février 1970 par un lanceur Thorad-Agena.  La mission opérationnelle s'achève le 29 novembre 1991. Les tests effectués ont été concluants avec des durées cumulées de fonctionnement des deux moteurs de respectivement 3781 et 2011  heures. La poussée obtenue a été conforme à celle prévue et les moteurs n'ont pas généré de perturbation dans les autres équipements. Les moteurs ont été redémarrés plus de 300 fois et un des systèmes d'alimentation a accumulé 17900 heures d'opérations.
Les tests effectués ont débouché ultérieurement sur le développement de la sonde spatiale Deep Space 1 (1999) et Dawn (2007) propulsées par des moteurs ioniques. 